# Persatuan Sepakbola Makassar
El Persatuan Sepakbola Makassar, més conegut com a PSM Makassar, és un club de futbol indonesi de la ciutat de Makassar, Cèlebes.

## Història
El club va ser fundat el 2 de novembre de 1915 amb el nom de Makassar Voetbal Bond (MVB).

## Palmarès
- Lliga indonèsia de futbol: 
  - 1999-00
- Lliga amateur indonèsia de futbol: 
  - 1957, 1957-59, 1965, 1966, 1991-92